# Стирфаз
Стирфаз (осет. Стырфæз, груз. სტირფაზი — Стирфази) — село в Закавказье, расположено в  Дзауском районе Южной Осетии, фактически контролирующей село; согласно юрисдикции Грузии — в Джавском муниципалитете. 
Входит в состав Хвцевской сельской администрации в РЮО.

## География
Село расположено в 3,5 км к северо-востоку от райцентра посёлка Дзау и в 0,5 км от села Хвце, на левом берегу реки Большая Лиахви.

## Население
В 1987 году в селе Стирфази проживало 70 человек. По переписи 2015 года численность населения с. Стырфаз составила 78 жителей. 

## Топографические карты
- Лист карты K-38-52 Джава. Масштаб: 1 : 100 000. Состояние местности на 1987 год. Издание 1989 г.